# 연금

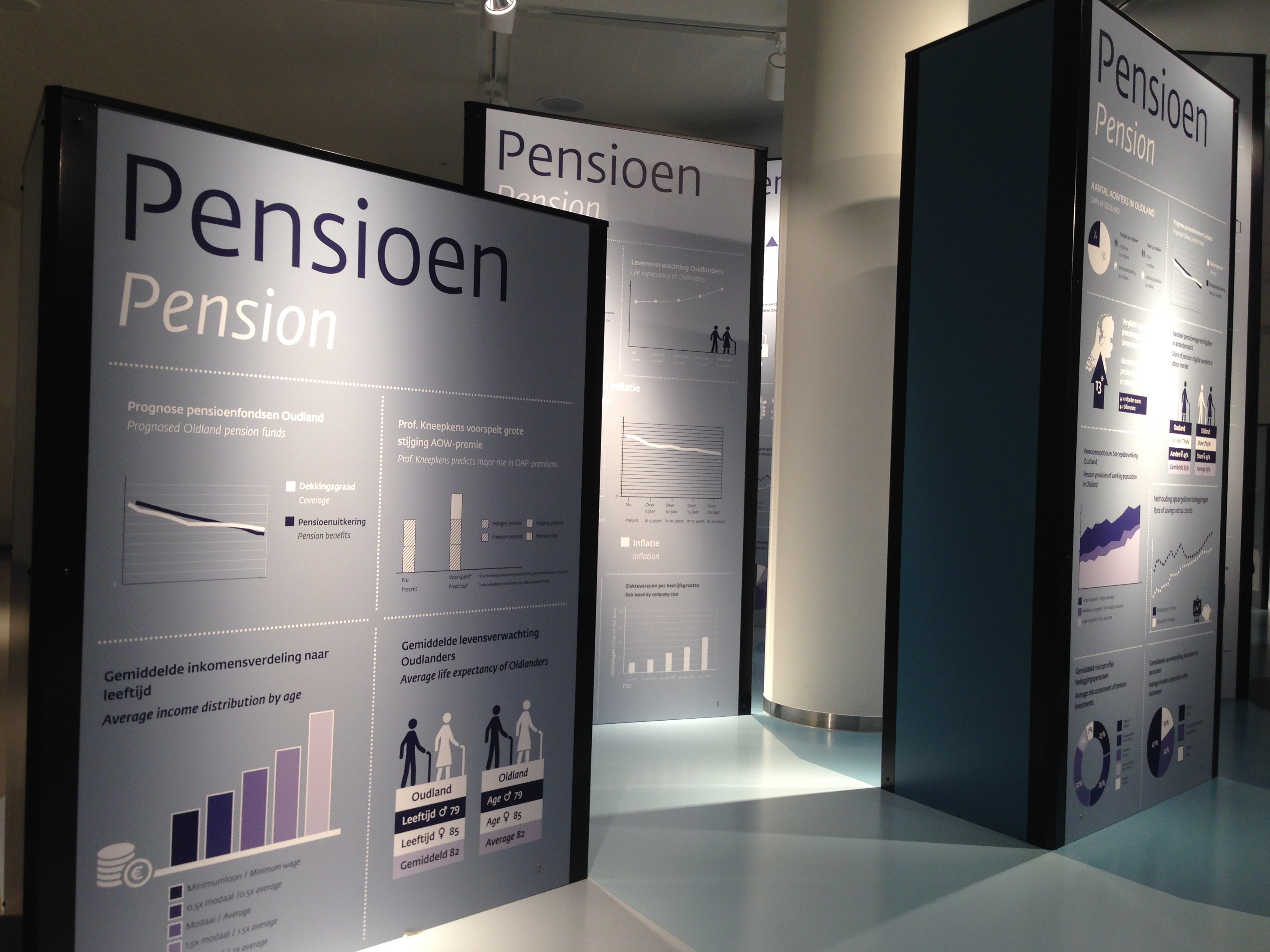

연금(年金, 문화어: 년금, 정기보조금)은 정규적인 소득이 더 이상 없을 때 개인에게 해마다 소득을 제공하는 돈을 가리킨다. 이에 대한 시스템을 연금 제도라고 부른다. 이 제도는 대한민국, 오스트레일리아, 캐나다, 홍콩, 핀란드, 인도, 일본, 말레이시아, 네덜란드, 뉴질랜드, 싱가포르, 스웨덴, 영국, 미국, 등에서 시행 중이며 이 가운데 일부는 사회 보험으로 간주되기도 한다.

## 판례
- 사회보장적 급여인 연금제도와 같은 수혜적 성격의 법률에 있어서는 입법자에게 광범위한 입법형성의 자유가 인정되므로, 제정된 법률의 내용이 객관적으로 인정되는 합리적인 근거를 전혀 가지지 못하여 현저히 자의적인 경우에만 헌법에 위반된다.[2]

헌법상의 사회보장권은 그에 관한 수급요건, 수급자의 범위, 수급액 등 구체적인 사항이 법률에 규정됨으로써 비로소 구체적인 법적 권리로 형성된다고 보아야 한다.
- 국가가 국민의 인간다운 생활을 보장하기 위한 헌법적 의무를 다하였는지 여부는 국민연금제도와 같은 사회보험에 의한 소득보장제도만으로 판단하여서는 아니되고, 사회부조의 방식에 의하여 행하여지는 각종 급여나 각종 부담의 감면 등을 총괄한 수준을 가지고 판단하여야 할 것이다.[4]

- 사회보험료를 형성하는 원리 중의 하나인 '사회연대의 원칙'은 사회보험체계 내에서의 소득의 재분배를 정당화하는 근거이고, 보험의 급여수혜자가 아닌 제3자인 사용자의 보험료 납부의무를 정당화하는 근거이기도 하며, 사회보험에의 강제가입의무를 정당화하는 한편, 재정구조가 취약한 보험자와 재정구조가 건전한 보험자 사이의 재정조정을 가능하게 한다.[5]

## 같이 보기
- 국민연금
- 연금개혁
- 공채
- 미국은퇴자협회(en:AARP, American Association of Retired Persons)